# Митхат паша (квартал на Истанбул)
„Михат паша“ (на турски: Mithatpaşa) е квартал на Истанбул, разположен в градска околия Еюпсултан. Общата му площ е 47,1 км2. Според данни на Адресната система за регистриране на населението (ABPRS) към 2024 г. населението на „Михат паша“ е 8909 жители.